# Герб Оріхівського району
Герб Орі́хівського райо́ну — офіційний символ Оріхівського району Запорізької області, затверджений рішенням Оріхівської районної ради.
Автор герба — Ковтун Станіслав Іванович.

## Опис
На світло-малиновому кольорі в центрі величавий золотистий сніп пшениці та кошик соняшника. Саме ці культури найпоширеніші в районі. Сніп обрамлює золотиста шестерня.
Вони відображають єдність сільського господарства і промисловості.
У верхній частині герба розміщена горіхова гілочка з плодами, що нагадує історію району. Праворуч і ліворуч горіхової гілочки віти лавра, які символізують бойову, трудову і спортивну славу району. По боках малинового поля дубові листочки — символ сили, мужності, стійкості. Яблука, груші символізують садівництво, качани кукурудзи — різнопрофільність сільського господарства. Розгорнута книга свідчить про розвиток освіти, науки, культури. Верхній край якої є нижнім контуром щита. Над книгою розміщено сонце, яке сходе і символізує розквіт життя, праці.